# Méon
Méon era una comuna francesa situada en el departamento de Maine y Loira, de la región de Países del Loira, que el 15 de diciembre de 2016 pasó a ser una comuna delegada de la comuna nueva de Noyant-Villages al fusionarse con las comunas de Auverse, Breil, Broc, Chalonnes-sous-le-Lude, Chavaignes, Chigné, Dénezé-sous-le-Lude, Genneteil, Lasse, Linières-Bouton, Meigné-le-Vicomte, Noyant y Parçay-les-Pins.

## Demografía
| Gráfica de evolución demográfica de Méon entre 1800 y 2014 |
|                                                            |

Los datos demográficos contemplados en este gráfico de la comuna de Méon se han cogido de 1800 a 1999 de la página francesa EHESS/Cassini, y los demás datos de la página del INSEE.